# Bousies
Bousies é uma comuna francesa na região administrativa de Altos da França, no departamento do Norte. Estende-se por uma área de 9.88 km². Em 2010 a comuna tinha 1 753 habitantes (densidade: 177,4 hab./km²).